# فرانسوا فیون
فرانسوا شارل آمان فیون (به فرانسوی: François Charles Amand Fillon) تلفظ فرانسوی: [fʁɑ̃.swa ʃaʁl amɑ̃ fi.jɔ̃] (زاده ۴ مارس ۱۹۵۴ در لومان، سارت) نخست‌وزیر پیشین فرانسه است. او توسط رئیس‌جمهور نیکولا سارکوزی در ۱۷ مه ۲۰۰۷ به این سمت گمارده شد و تا ۱۵ مه ۲۰۱۲ در این سمت باقی ماند.
فرانسوا فیون تا ۱۳ نوامبر ۲۰۱۰ پیش از این که استعفا کند در پست خود باقی بود. در روز بعد، ۱۴ نوامبر، نیکولا سارکوزی وی را دوباره به عنوان نخست‌وزیر انتخاب و وی را مسئول گزینش کابینه کرد. نقش فیون به عنوان مشاور سارکوزی در کمپین موفقیت‌آمیز ریاست جمهوری، به رسیدن او به این سمت انجامید. او به عنوان عضو حزب همبستگی برای یک جنبش مردمی، در سال ۲۰۰۲ به عنوان وزیر کار فرانسه انتخاب شد و دست به اصلاحاتی مهم در قانون کار این کشور زد.

## شرکت در رقابت‌های مقدماتی حزب جمهوریخواه

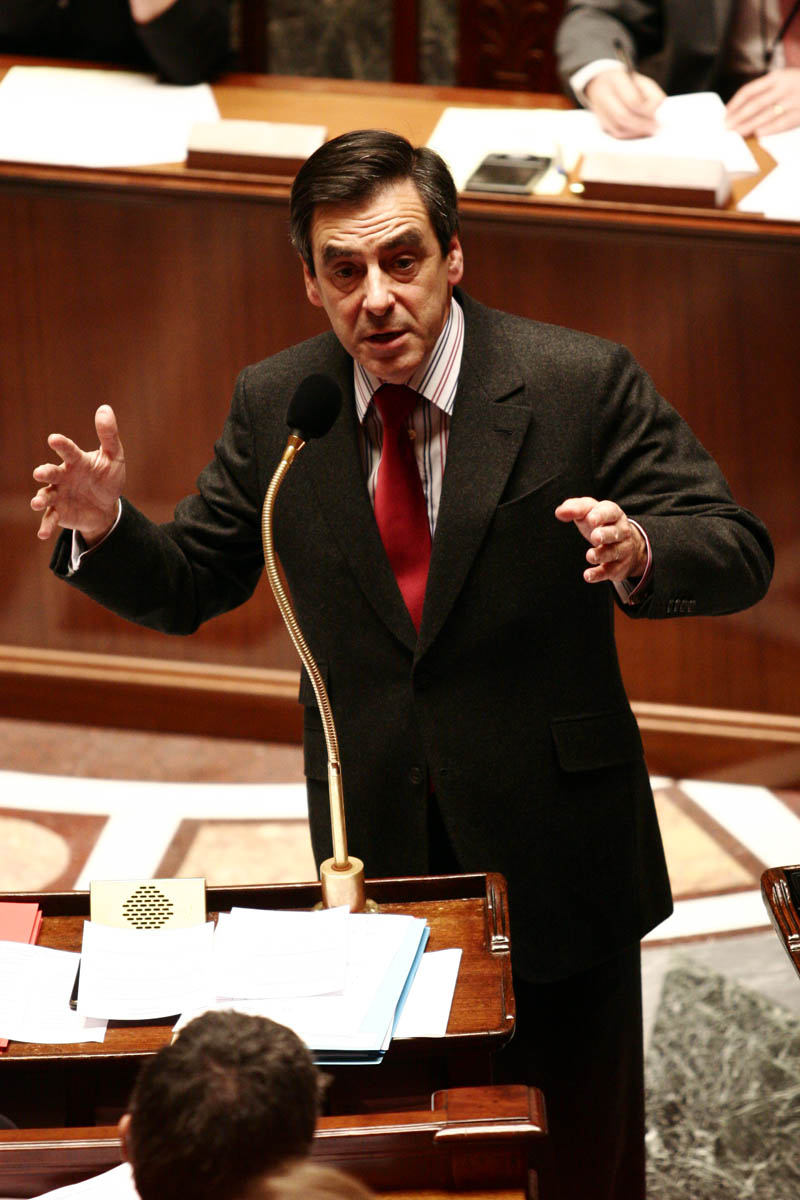
در حال صحبت در مجلس ۲۰۰۷

در ۲۰ نوامبر ۲۰۱۶ میلادی دور نخست رقابت‌های مقدماتی حزب جمهوریخواه فرانسه برای تعیین نامزد این حزب در انتخابات ریاست جمهوری ۲۰۱۷ برگزار شد. فیون در دور نخست با کسب ۴۴ درصد از مجموع آراء بالاتر از آلن ژوپه و نیکولا سارکوزی قرار گرفت. در ۲۷ نوامبر ۲۰۱۶ میلادی دور دوم رقابت‌های مقدماتی جمهوریخواهان فرانسه برگزار شد و فیون با کسب ۶۶ درصد از مجموع آراء بر آلن ژوپه غلبه کرد و توانست به عنوان نامزد رسمی جمهوریخواهان فرانسه برای شرکت در انتخابات ریاست جمهوری ۲۰۱۷ معرفی شود.

## دیدگاه‌ها

### سیاست خارجی
وی خواهان ائتلاف با ولادیمیر پوتین دربارهٔ جنگ داخلی سوریه و مبارزه با داعش است. فیون از جمله سیاستمداران فرانسوی است که روابط بسیار نزدیکی با ولادیمیر پوتین دارد و فرهنگ و تاریخ روسیه را بسیار دوست دارد. در نوامبر ۲۰۱۶ فیون در مناظره با آلن ژوپه گفت: «من بار دیگر تأکید می‌کنم سیاستی که در طول چهار سال اخیر در قبال سوریه در پیش گرفته‌ایم شکست خورده و باعث تشدید جنگ داخلی در این کشور شده‌است». فیون افزود باید در جستجوی راهکاری دیگر برای توقف جنگ داخلی در سوریه بود. وی از سیاست‌های فرانسوا اولاند، رئیس جمهور آن هنگام فرانسه، در قبال روسیه انتقاد و تأکید کرد: این سیاست‌ها مسکو را به تشدید مواضع، انزوا و اقدامات ملی‌گرایانه وامی‌دارد.

## فساد
در ژوئن ۲۰۲۰ دادگاهی در فرانسه فرانسوا فیون را به علت پرداخت دستمزد بالا به همسرش (پنلوپه کلارک)، به بهانه شغلی که هرگز وجود نداشته، مجرم شناخت و به ۵ سال زندان و ۱۰ سال انفصال از هرگونه سمت دولتی محکوم کرد. سه سال از ۵ سال، تعلیقی است اما دو سال آن لازم‌الاجرا است که فعلاً به علت درخواست تجدیدنظر فرانسوا فیون متوقف شده است..
فرانسوا فیون متهم است که همسرش برای شغل دروغین "دستیار پارلمانی"، از ۱۹۹۸ تا ۲۰۱۳ دستمزدی با ارزش کل یک میلیون و ۳۰۰ هزار دلار آمریکا دستمزد دریافت کرده است. افشای این رسوایی در سال ۲۰۱۷ (میلادی) برنامه انتخاباتی فرانسوا فیون برای شرکت در انتخابات ریاست‌جمهوری فرانسه را نابود کرد. وی ارشدترین مقام تاریخ فرانسه است که هنگام آغاز جمهوری پنجم فرانسه از ۱۹۵۸ (میلادی) به تحمل زندان محکوم می‌شود. پنلوپه کلارک نیز به علت اختلاس، همدستی و پنهان کاری در دادگاه مجرم شناخته شد. آنها به پرداخت ۴۲۳ هزار دلار جریمه و همچنین بازگرداندن ۱ میلیون و ۳۰۰ هزار دلار به صندوق پارلمان فرانسه محکوم شدند. این رسوایی، ضربه بزرگی به اعتبار نیکولا سارکوزی نیز بود.